# Стасюк Текля Василівна
Текля Василівна Стасюк (1901, тепер Україна — ?) — радянська партійна діячка, завідувачка інформаційного сектора організаційно-інструкторського відділу ЦК КП(б)У, член ВУЦВК. Член Ревізійної комісії КП(б)У в січні 1934 — травні 1937 року.

## Біографія
Походила із Західної України. Освіта вища.
Член Української комуністичної партії (боротьбистів) з 1919 по 1920 рік. Член РКП(б) з 1920 року.
Працювала на відповідальній роботі в Народному комісаріаті освіти Української СРР.
З березня 1932 року — завідувачка інформаційного сектора організаційно-інструкторського відділу ЦК КП(б)У в Харкові.
Подальша доля невідома.